# Осадчий, Дмитрий Сергеевич
Дми́трий Серге́евич Оса́дчий (укр. Дмитро Сергійович Осадчий; род. 5 августа 1992, Кировоград) — украинский футболист, полузащитник. В 2017 году переехал в Израиль, и позднее принял израильское гражданство

## Игровая карьера
В турнирах ДЮФЛ выступал за ДЮСШ-2 (Кировоград, 2003/04 — 2005/06 года), РВУФК (Киев, 2005/06 — 2007/09 года), «Смена-Оболонь» (Киев, 2007/08 года). Всего провёл 103 игры, забил 22 гола. В турнирах дублёров выступал за «Динамо» (Киев) в сезонах 2009/10 — 2010/11 годах. Всего сыграл 14 матчей, забил 2 мяча. В составе молодёжной команды «Динамо» становился победителем и автором решающего гола в финале Мемориала Макарова 2010.
В профессиональных турнирах выступал за киевские ЦСКА, «Динамо-2», ФК «Сумы» и кировоградскую «Звезду». Дебютировал за «Звезду» в официальной игре 26 августа 2011 в матче «Металлург» (Запорожье) — «Звезда» (4:1). В 2009 году выступал за юношескую сборную Украины. В её составе провёл 3 матча.
В 2015 году перешёл в белорусский «Гранит». 1 февраля 2016 года стало известно, что Осадчий заключил соглашение с ужгородской «Говерлой», но вскоре вернулся обратно в «Гранит».
В начале 2017 года подписал контракт с израильским клубом «Хапоэль» Бейт-Шеан.